# Il tutto
Il tutto è una locuzione abbreviativa utilizzata in araldica che si adopera nel blasonare parecchie figure smaltate ad un modo.

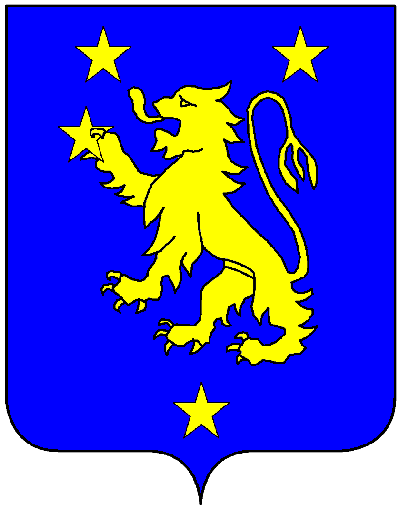
Leone e tre stelle, il tutto d'oro (famiglia Berò di Bologna)
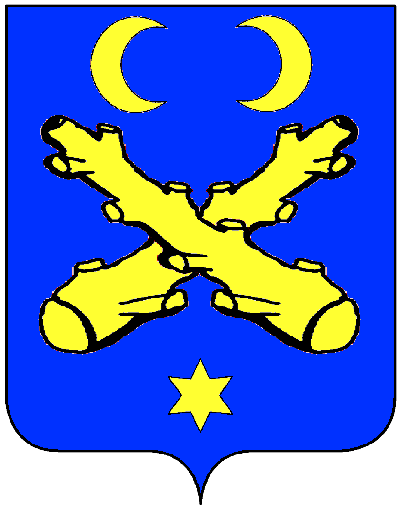
Due tronchi, due crescenti e una stella, il tutto d'oro
Barile, tralcio di vite e grappolo, il tutto al naturale (Lagundo)